# Szanujmy wspomnienia
Szanujmy wspomnienia – album muzyczny polskiego zespołu Skaldowie, wydany jako LP w 1977 roku. W 2012 roku wytwórnia Kameleon Records wydała album w wersji zremasterowanej jako CD.
"Szanujmy wspomnienia" to ósma płyta zespołu Skaldowie. Dwa utwory z płyty zostały nagrodzone na Festiwalu Opolskim – "Życzenia z całego serca" (główna nagroda – 1975), oraz "Na granicy dnia" (wyróżnienie – 1973). Na stronie A Skaldowie prezentują nowe utwory, bardzo kontrastujące ze sobą stylowo. Strona B składa się głównie z wiązanki ich piosenek z lat 1973–1975. Jest tam też pierwsza wydana kompozycja basisty zespołu Konrada Ratyńskiego pt. "Zagubieni w ulicach miasta".

## Lista utworów

### Strona A
| 1. | "Wszystko kwitnie wkoło" (Andrzej Zieliński – Michał Bobrowski)                | 4.02  |
|    |                                                                                |       |
| 2. | "Życzenia z całego serca" (Andrzej Zieliński – Andrzej Jastrzębiec-Kozłowski)  | 5.50  |
|    |                                                                                |       |
| 3. | "Zgadzam się na ten świat" (Andrzej Zieliński – Andrzej Jastrzębiec-Kozłowski) | 3.43  |
|    |                                                                                |       |
| 4. | "Słowa do matki" (Andrzej Zieliński – Leszek Aleksander Moczulski)             | 3.01  |
|    |                                                                                |       |
| 5. | "Szanujmy wspomnienia" (Andrzej Zieliński – Andrzej Jastrzębiec-Kozłowski)     | 2.45  |
|    |                                                                                |       |
|    |                                                                                | 19:21 |
|    |                                                                                |       |

### Strona B
| 1. | "Szukam Cię od rana" (Andrzej Zieliński – Ewa Lipska)                        | 1.56  |
|    |                                                                              |       |
| 2. | "Dziej się nam ballado" (Andrzej Zieliński – Leszek Długosz)                 | 2.12  |
|    |                                                                              |       |
| 3. | "Srebrny maszt" (Jacek Zieliński – Ewa Lipska)                               | 2.47  |
|    |                                                                              |       |
| 4. | "Na granicy dnia" (Andrzej Zieliński – Leszek Aleksander Moczulski)          | 2.07  |
|    |                                                                              |       |
| 5. | "Zagubieni w ulicach miasta" (Konrad Ratyński – Leszek Aleksander Moczulski) | 3.38  |
|    |                                                                              |       |
| 6. | "Z przymrużeniem oka" (Andrzej Zieliński – Ewa Lipska)                       | 2.45  |
|    |                                                                              |       |
| 7. | "Street 2000" (Andrzej Zieliński – Krzysztof Logan Tomaszewski)              | 3.51  |
|    |                                                                              |       |
|    |                                                                              | 19:16 |
|    |                                                                              |       |

## Skład zespołu
- Andrzej Zieliński – fortepian, piano Fendera, organy Hammonda, syntezator Yamaha, śpiew
- Jacek Zieliński – skrzypce elektryczne, trąbka, instrumenty perkusyjne, śpiew
- Konrad Ratyński – gitara basowa, śpiew
- Jerzy Tarsiński – gitara
- Jan Budziaszek – perkusja

oraz
- Zespół wokalny "Alibabki"
- Orkiestra smyczkowa p/d A.Zielińskiego